# Bella Tola
La Bella Tola (3.025 m s.l.m.) è una montagna delle Alpi del Weisshorn e del Cervino nelle Alpi Pennine.

## Descrizione
Si trova nello svizzero Canton Vallese tra la Val d'Anniviers e la Turtmanntal nel comune di Anniviers.